# محمد قربانی (بازیکن فوتبال)
محمد قربانی (زادهٔ ۳۱ اردیبهشت ۱۳۸۰) بازیکن فوتبال اهل ایران است که در پست هافبک دفاعی برای الوحده امارات در لیگ برتر امارات متحده عربی و تیم ملی ایران بازی می‌کند.

## سابقهٔ باشگاهی

### نساجی
محمد قربانی در سال ۱۳۹۹ مورد توجه محمود فکری قرار گرفت و با قراردادی سه ساله به نساجی مازندران پیوست. او نخستین بازی خود برای نساجی را در نخستین هفته لیگ برتر فوتبال ایران ۰۱–۱۴۰۰ در مقابل فجر سپاسی شیراز انجام داد. وی در این بازی توسط ساکت الهامی در ترکیب اصلی قرار گرفت و نقش موثری در پیروزی نساجی در این بازی داشت. محمد قربانی به همراه نساجی به قهرمانی جام حذفی فوتبال ایران ۰۱–۱۴۰۰ رسید.

### سپاهان
وی در سال ۱۴۰۱ مورد توجه ژوزه مورایس قرارگرفت و با قراردادی سه ساله به سپاهان شیر  اصفهان پیوست. محمد قربانی اولین گل خود برای سپاهان را در برابر نیروی هوایی عراق به ثمر رساند وی همچنین با گلزنی در برابر آلمالیق ازبکستان در مجموع دو گل با پیراهن سپاهان در لیگ قهرمانان آسیا ۲۴–۲۰۲۳ به ثمر رساند.
محمد قربانی در طول دو فصلی که پیراهن سپاهان را تن میکرد، به یکی از مهره‌های کلیدی سپاهان تبدیل شده بود و توانست در ۴۲ مسابقه برای سپاهان (در لیگ برتر، لیگ قهرمانان آسیا و جام حذفی) به میدان برود و ۲ گل و ۲ پاس گل هم در کارنامه‌اش دیده می‌شود.

### اورنبورگ
در ۲ اسفند ۱۴۰۲ با امضای قراردادی به باشگاه فوتبال اورنبورگ پیوست. وی اولین بازی خود را با پیراهن این تیم در مقابل بالتیکا کالینینگراد انجام داد. محمد قربانی در جام حذفی فوتبال روسیه در مقابل اسپارتاک مسکو در حالی که دومین بازی خود را برای اورنبورگ انجام میداد گلزنی کرد.

## آمار باشگاهی
تا تاریخ ۲۹ اردیبهشت ۱۴۰۴
| باشگاه         | دسته            | فصل            | لیگ  | لیگ | جام حذفی | جام حذفی | آسیا | آسیا | سوپر جام | سوپر جام | مجموع | مجموع |
| باشگاه         | دسته            | فصل            | بازی | گل  | بازی     | گل       | بازی | گل   | بازی     | گل       | بازی  | گل    |
| -------------- | --------------- | -------------- | ---- | --- | -------- | -------- | ---- | ---- | -------- | -------- | ----- | ----- |
| نساجی          | لیگ برتر        | ۰۰–۱۳۹۹        | ۱    | ۰   | ۰        | ۰        | –    | –    | –        | –        | ۱     | ۰     |
| نساجی          | لیگ برتر        | ۰۱–۱۴۰۰        | ۱۲   | ۰   | ۲        | ۰        | –    | –    | –        | –        | ۱۴    | ۰     |
| مجموع نساجی    | مجموع نساجی     | مجموع نساجی    | ۱۳   | ۰   | ۲        | ۰        | –    | –    | –        | –        | ۱۵    | ۰     |
| سپاهان         | لیگ برتر        | ۰۲–۱۴۰۱        | ۲۰   | ۰   | ۲        | ۰        | –    | –    | –        | –        | ۲۲    | ۰     |
| سپاهان         | لیگ برتر        | ۰۳–۱۴۰۲        | ۱۴   | ۰   | ۰        | ۰        | ۶    | ۲    | –        | –        | ۲۰    | ۲     |
| مجموع سپاهان   | مجموع سپاهان    | مجموع سپاهان   | ۳۴   | ۰   | ۲        | ۰        | ۶    | ۲    | –        | –        | ۴۲    | ۲     |
| اورنبورگ       | لیگ برتر روسیه  | ۲۰۲۳–۲۰۲۴      | ۱۱   | ۱   | ۳        | ۲        | –    | –    | –        | –        | ۱۴    | ۳     |
| اورنبورگ       | لیگ برتر روسیه  | ۲۰۲۴–۲۰۲۵      | ۱۸   | ۱   | ۱        | ۰        | –    | –    | –        | –        | ۱۹    | ۱     |
| مجموع اورنبورگ | مجموع اورنبورگ  | مجموع اورنبورگ | ۲۹   | ۲   | ۴        | ۲        | –    | –    | –        | –        | ۳۳    | ۴     |
| الوحده         | لیگ برتر امارات | ۲۰۲۴–۲۰۲۵      | ۱۱   | ۱   | ۰        | ۰        | –    | –    | –        | –        | ۱۱    | ۱     |
| مجموع الوحده   | مجموع الوحده    | مجموع الوحده   | ۱۱   | ۱   | ۰        | ۰        | –    | –    | –        | –        | ۱۱    | ۱     |
| مجموع آمار     | مجموع آمار      | مجموع آمار     | ۸۷   | ۳   | ۸        | ۲        | ۶    | ۲    | –        | –        | ۱۰۱   | ۷     |

## سابقه ملی

### تیم ملی امید ایران
وی برای اولین بار زمان بازی با پیراهن نساجی به تیم ملی امید فوتبال ایران دعوت شد. محمد قربانی یکی از بازیکنان ثابت ترکیب تیم ملی امید در مسابقات امید غرب آسیا، مسابقات مقدماتی قهرمانی زیر۲۳سال آسیا با مربیگری رضا عنایتی بود که عملکرد بسیار خوبی داشت و در این تورنومنت ها دو گل به تیم ملی امید افغانستان و هنگ کنگ به ثمر رساند.

### تیم ملی ایران
در آبان ۱۴۰۱ محمد قربانی توسط کارلوس کیروش به تیم ملی فوتبال بزرگسالان ایران دعوت شد اما فرصت بازی کردن پیدا نکرد.
او اولین بازی خود را برای تیم ملی ایران مقابل تیم ملی ترکمنستان در دور دوم مرحله مقدماتی جام جهانی ۲۰۲۶ انجام داد.

## آمار ملی

### بازی‌های ملی
تا تاریخ ۱۹ نوامبر ۲۰۲۴
| ایران | ایران | ایران |
| سال   | بازی  | گل    |
| ----- | ----- | ----- |
| ۲۰۲۴  | ۷     | ۰     |
| مجموع | ۷     | ۰     |

## افتخارات

### نساجی
- جام حذفی
  - قهرمان (۱): ۱۴۰۱–۱۴۰۰